# Helmuth Weidling
Helmuth Otto Ludwig Weidling (2. november 1891 i Halberstadt i Sachsen-Anhalt – 17. november 1955 i krigsfangelejren Wladimirowka i Vladimir i Sovjetunionen) var en tysk officer General der Artillerie under 2. verdenskrig. 
Weidling blev udnævnt til kommandant for Berlin den 23. april 1945 og ledede forsvaret af byen under Slaget om Berlin. Han døde ti år senere i sovjetisk krigsfangenskab.